# Jean-Baptiste Solignac
Jean-Baptiste Solignac (Millau, 15 de Março de 1773 — Montpellier, 11 de Novembro de 1850) foi um aristocrata, barão do Império, político e militar que se destacou durante as Guerras Napoleónicas e como um dos comandantes das forças liberais durante a Guerra Civil Portuguesa. Foi genro do marechal Jean-Baptiste Jourdan.